# The Streets of New York
Pour le film de 1922, voir The Streets of New York (film).
Pour le film de 1939, voir Streets of New York.
The Streets of New York est un téléfilm américain réalisé par Anthony Mann, diffusé en 1939.

## Fiche technique
- Titre original : The Streets of New York
- Réalisation : Anthony Mann
- Scénario d'après la pièce homonyme de Dion Boucicault
- Société de production : National Broadcasting Company
- Pays d’origine :  États-Unis
- Langue originale : anglais
- Format : noir et blanc — 1,33:1 - Son Mono
- Genre : drame
- Date de première diffusion :  États-Unis : 31 août 1939

## Distribution
- Joyce Arling
- John Call
- Clarence Chase
- George Coulouris
- Helen Edwards
- Derel Fairman
- Tom Gorman
- Beatrice Graham
- Madeleine Hooley
- Jennifer Jones
- Whitford Kane
- Pat Lawrence
- Robert Lindsay
- Norman Lloyd
- Lee Parry
- Molly Pearson
- Fredrica Slemons
- Sheila Trent